# Octávio Ayres
Octávio Ayres (Teresina, 8 de maio de 1880 – Rio de Janeiro, 28 de fevereiro de 1964) foi um médico brasileiro.
Doutorado pela Faculdade de Medicina do Rio de Janeiro em 1910, defendendo a tese “Da pressão Arterial”, o primeiro trabalho publicado sobre o tema no Brasil. Foi eleito membro da Academia Nacional de Medicina em 1924, sucedendo Ismael da Rocha na Cadeira 05, que tem Pedro Afonso Franco como patrono.